# Тольсбург
То́льсбург (То́лсбург) (нем. Tolsburg), в настоящее время замок То́олсе (эст. Toolse ordulinnus) — самый северный и самый «молодой» орденский замок на территории Эстонии. Находится в волости Хальяла уезда Ляэне-Вирумаа недалеко от города Кунда.

## История
Годом постройки замка Толсбург (изначально он носил название Фредеборх (Вредеборх, нем. Fredeburg, Vredeborch)), который должен был защищать порт Раквере от набегов пиратов, считается 1471 год, а его основателем — магистр Ливонского ордена Йоханн Вальдхаун фон Герсе. 
Изначально был возведён трёхэтажный дом-крепость с башней, которая позже стала западной стороной замка. Уже к концу XV века замок расширили, так что он представлял собой комплекс с внешним и внутренним двором, стены которого были высотой 14 метров и толщиной 2 метра.
В ходе последующего развития была возведена надвратная башня, функцией которой была охрана возведённого немного позднее лагерного двора и северо-западного угла форта. За главной стеной старого дома-крепости возвели круглую орудийную башню. Одновременно со строительством орудийной башни была увеличена высота стены замка, а на северной стороне были построены два данскера.
Строительство замка продолжалось два столетия. Во время Ливонской войны (1558–1583) он был разрушен. Толсбург упомянут в Тявзинском мирном договоре (1595), где русские в числе прочего отказываются от всех прав на несколько эстляндских замков и их владений.
Позднее замок частично восстановили, и в начале XVII века он был лишь частично пригоден для использования. Во время Северной войны (1700–1721) замок окончательно превратился в руины и был заброшен.
В 1998 году руины замка были внесены в Государственный регистр памятников культуры Эстонии.
- Руины замка Тоолсе
- 1930-е годы (Карл Сарап)
- Вид с северо-запада
- Внутри, 2012 год
- Вид воздуха, 2021 год
- Bидео с дрона, 2021 год